# 阿尔法罗
阿尔法罗，是西班牙拉里奥哈自治区的一个市镇。总面积194平方公里，总人口9137人（2001年），人口密度47人/平方公里。

## 友好城市
- 法國 欧雷扬